# Dirk von Petersdorff

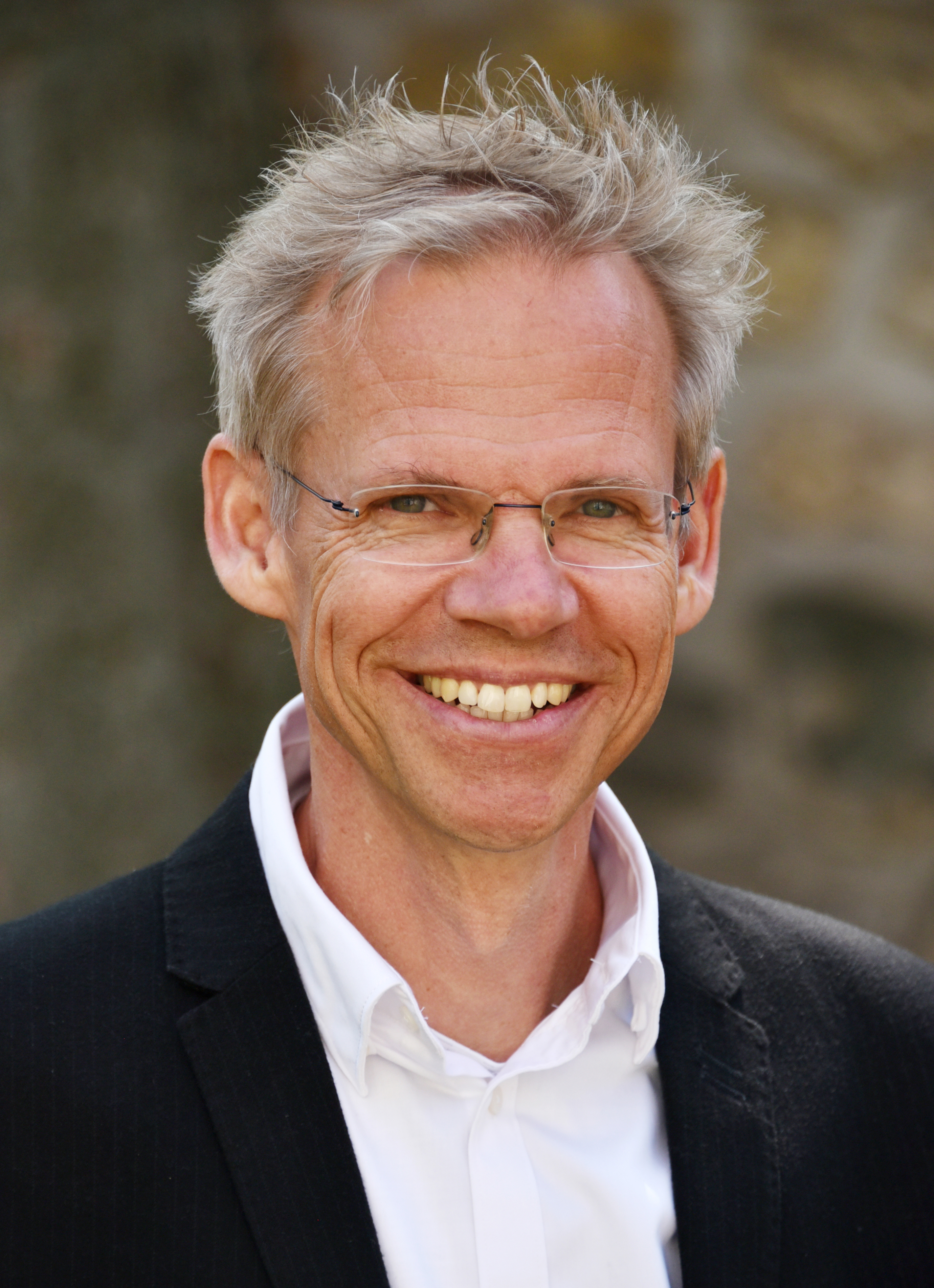
Dirk von Petersdorff (2019)

Dirk von Petersdorff (* 16. März 1966 in Kiel) ist ein deutscher Literaturwissenschaftler und Schriftsteller.

## Leben
Dirk von Petersdorff studierte Germanistik und Geschichte an der Christian-Albrechts-Universität zu Kiel. Dort legte er 1991 das erste Staatsexamen ab und verband fortan literaturwissenschaftliche und schriftstellerische Arbeit. 1995 promovierte er in Literaturwissenschaft, habilitierte sich 2003 an der Universität des Saarlandes. Heute lebt er in Jena, wo er an der Friedrich-Schiller-Universität als Professor für Neuere Deutsche Literatur tätig ist. Seit 2004 ist Dirk von Petersdorff Mitglied der Mainzer Akademie der Wissenschaften und der Literatur, seit 2015 Mitglied des Jenaer Graduiertenkollegs „Modell 'Romantik'. Variation – Reichweite – Aktualität“. Forschungsaufenthalte führten ihn an das Wissenschaftskolleg Berlin, an die University Washington St. Louis, an das Kolleg Morphomata in Köln und das Alfried-Krupp-Kolleg nach Greifswald. Nach der Liliencron-Dozentur (1999) und der Mainzer Poetikdozentur (2009) hatte er 2013 gemeinsam mit Hans Magnus Enzensberger die Tübinger Poetik-Dozentur inne.

## Werk